# Jan Pawłowski
Jan Romeo Pawłowski (Biskupiec, 23 november 1960) is een Pools geestelijke en een aartsbisschop van de Rooms-Katholieke Kerk, werkzaam voor de Romeinse Curie.
Pawłowski werd op 1 juni 1985 priester gewijd. Van 1987 tot 1991 studeerde hij aan de Pauselijke Universiteit Gregoriana in Rome, waar hij een graad behaalde in canoniek recht. Daarna trad hij in dienst van de diplomatieke dienst van de Romeinse Curie.
Pawłowski werd op 18 maart 2009 benoemd tot apostolisch nuntius voor de Republiek Congo en voor Gabon; hij werd tevens benoemd tot titulair aartsbisschop van Sejny. Zijn bisschopswijding vond plaats op 30 april 2009.
Op 7 december 2015 werd Pawłowski benoemd tot gedelegeerde voor de diplomatieke staf van het staatssecretariaat. Op 17 december 2020 volgde zijn benoeming tot secretaris van de derde afdeling van het staatssecretariaat; hij was de eerste secretaris van dit in 2017 opgerichte orgaan. Hij vervulde deze functie tot 10 september 2022.
Pawłowski werd op 1 december 2022 benoemd tot apostolisch nuntius voor Griekenland.